# Haüyn

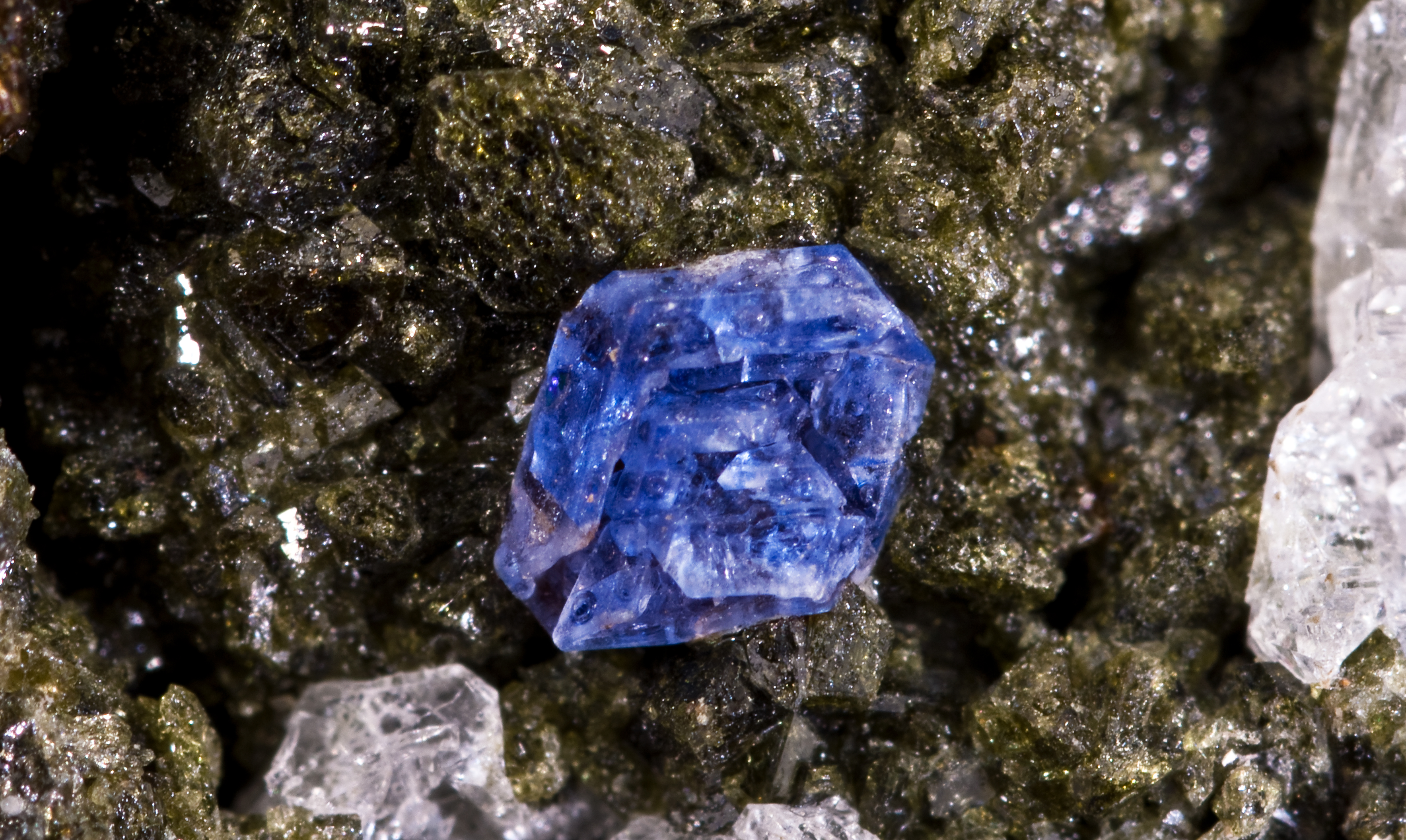
Haüyn (blauw) in een extrusief gesteente dat daarnaast ook nefelien (wit en glazig) bevat. Lava van de Vesuvius, groeve van San Vito, vlak bij Ercolano, Italië.

Het mineraal haüyn of haüyniet is een zwavel- en chloor-houdend natrium-calcium-aluminium-silicaat met de chemische formule Na4Ca2Al6Si6O22S2(SO4)Cl0,5. Het tectosilicaat behoort tot de veldspaatvervangers.

## Eigenschappen
Het grijze, blauwe, groene, rode of gele haüyn heeft een glas- tot vetglans, een blauwigwitte streepkleur en de splijting is perfect volgens de kristalvlakken [110], [011] en [101]. De gemiddelde dichtheid is 2,45 en de hardheid is 5 tot 6. Het kristalstelsel is isometrisch en het mineraal is niet radioactief.

## Naamgeving
Het mineraal haüyn is genoemd naar de Franse kristallograaf René Just Haüy (1743 - 1822).

## Voorkomen
Haüyn komt voornamelijk voor in silica-arme en alkali-rijke stollingsgesteenten. De typelocatie is de Monte Somma in Italië. De grootste kristallen zijn tot dusver gevonden in vulkanische puimsteen in Mendig in de Duitse Vulkaaneifel.